# 小田切美文
小田切 美文（おだぎり よしふみ、1917年9月20日 - 1991年5月30日）は、日本の物理学者・統計学者・情報学者・理学博士（九州大学）。
山梨県中巨摩郡甲西町（現在の南アルプス市）出身。1938年、東京物理学校理化学部を卒業した。1941年、同数学部専攻科を修了した。山梨県立臨時教員養成所講師、1943年に日本大学医学部予科講師、1945年に同予科教授、1951年同予科廃止にともない、同医学部助教授にそれぞれ就任した。1957年、論題「Cyanamide(NH2CN)の生化学的研究」で九州大学で理学博士となった。1962年に専修大学経営学部教授、1968年に同経営研究所長、1970年に同経営学部長、1982年には専修大学学長にそれぞれ就任した。1984年、社団法人日本私立大学連盟常務理事に就任した。1989年に専修大学学長を退任し、石巻専修大学初代学長に就く。1991年、同在任中に腎不全で死去した。専修大学名誉教授。

## エピソード
大学では微分積分の講義を展開していたので、名前から「小田切美文積分先生」と呼ばれた。

## 主著
- 『物理化學概論 ; 生物化學者・醫學者用』澁谷眞一と共著　大成堂書店 1951
- 『統計概論 : 大学基礎教育』遠藤健児, 和田比呂志と共編　文憲堂七星社 1966
- 『コンピュータ入門』林勲, 田原正弘ほか共著　八千代出版 1978